# Cruzado (Portugal)

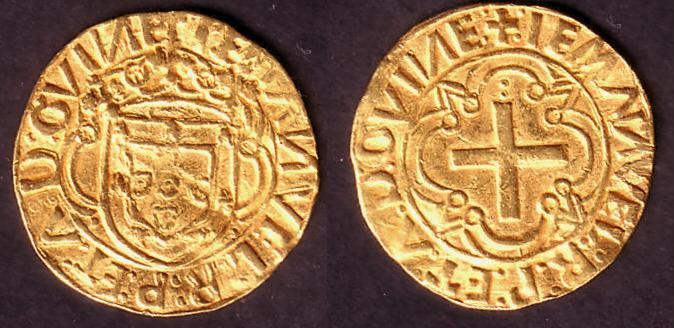
Goldener Cruzado aus der Zeit König Manuels I. (1496–1521)

Cruzado (deutsch auch Crusado) ist der Name zweier historischer portugiesischer Münzen, die vom 15. Jahrhundert aus Gold und vom 17. bis 19. Jahrhundert aus Silber geprägt wurden. Die Goldmünze zu 10 Cruzados, Portuguez genannt, wurde unter der Bezeichnung Portugaleser in Nordeuropa vielfach nachgeprägt. Im Heiligen Römischen Reich entsprach der Gold-Cruzado etwa dem Dukaten.

## Vorgeschichte
Da Gold in Europa weitaus seltener vorkommt als Silber, waren im Mittelalter auf dem ganzen Kontinent nur wenige Goldmünzen in Umlauf. Was es an Gold gab, gelangte zumeist über Handelswege aus dem subsaharischen Afrika nach Europa. Infolge der Entdeckungsfahrten der Portugiesen, die seit Beginn des 15. Jahrhunderts systematisch einen um Afrika führenden Seeweg nach Indien suchten, entwickelte sich die portugiesische Hauptstadt Lissabon in dieser Zeit zu einem Zentrum des europäischen Goldhandels. Über die Faktorei Arguim an der Westküste des heutigen Mauretanien flossen große Mengen des Edelmetalls nach Portugal. Dies ermöglichte der portugiesischen Krone schließlich die Prägung eigener Goldmünzen, die in ganz Europa begehrt waren und vielfach nachgeahmt wurden.

## Cruzado de Ouro

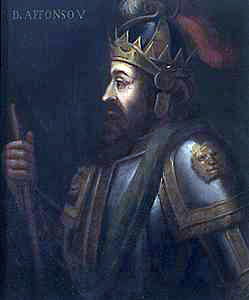
König Alfons V. von Portugal ließ 1457 erstmals Cruzados prägen

König Alfons’ V. von Portugal (1438–1481) ließ 1457 erstmals den goldenen Cruzado de Ouro mit einem Feingehalt von 989 ‰ prägen. Er zeigte auf der Vorderseite das Wappen Portugals und auf der Rückseite das Georgskreuz, von dem sich sein Name herleitet. Die Umschrift „IN HOC SIGNO VINCES“ („In diesem Zeichen wirst du siegen“) war eine Reaktion auf den Kreuzzugsaufruf Papst Kalixts III. nach der Eroberung Konstantinopels durch die Osmanen im Jahr 1453. Der Cruzado sollte den italienischen Dukaten ablösen, der bis dahin die im Land übliche Goldwährung darstellte. Der Cruzado blieb rund einhundert Jahre die wichtigste Handelswährung des Portugals und wurde sowohl von christlichen als auch von muslimischen Handelspartnern bereitwillig akzeptiert. Letztmals wurde die Münze 1555 geprägt.
Der Wert des Cruzado bemaß sich in der Silberwährung des Portugiesischen Real (Pluralform: Réis). Unter Alfons V. entsprach ein Cruzado de Ouro zunächst 253 Réis. 1472 wurde der Wert auf 324 und im Jahr 1489 auf 380 Réis festgelegt. König Manuel I. (1495–1521), unter dessen Herrschaft Portugal endgültig zur Seemacht aufstieg, erhöhte den Wert der Münze 1496 auf 390 und 1517 schließlich auf 400 Réis. Manuel I. ließ erstmals auch den so genannten Portuguez schlagen, eine 10-Cruzado-Münze, die zunächst 3900, später 4000 Reis wert war. Zum Vergleich: Für einen Cruzado oder 400 Réis erhielt man im Lissabon des ausgehenden 15. Jahrhunderts etwa 325 Liter Weizen.

### Portugaleser

Portugaleser, 35 g Gold, Hamburg 1574

Da die portugiesische Krone mit ihrem Münzstempel Goldgewicht und Reinheit der 10-Cruzado-Münze garantierte, war der Portuguez auch in den nordeuropäischen Handelsstädten als Verrechnungseinheit und Wertanlage sehr beliebt. Nach seinem Vorbild prägte etwa Hamburg im 16. und 17. Jahrhundert Goldmünzen zu 2½, 5 und 10 Dukaten, die als Portugaleser bezeichnet wurden und auf der Rückseite ebenfalls ein Kreuz zeigten. Münzen dieses Namens waren auch in Kursachsen, Schleswig-Holstein, Dänemark und Schweden im Umlauf.
Da die Augsburger Reichsmünzordnungen in Deutschland nur noch Gulden und Dukaten als Goldmünzen zuließen, kamen die Portugaleser Mitte des 17. Jahrhunderts allmählich außer Gebrauch. Ab 1676 wurden sie nur mehr als Medaillen im Wert von 10 Dukaten ausgeprägt. Die Hansestadt Hamburg verleiht Portugaleser bis heute als Ehrenmedaillen, etwa für besonderes ehrenamtliches Engagement oder an ausländische Staatsgäste.

## Cruzado de Prata
In der Zeit von 1580 bis 1640, als Portugal in Personalunion mit Spanien verbunden war, setzte der Niedergang der portugiesischen Seemacht ein. Als das Land nach einem Aufstand seine Unabhängigkeit wiedergewonnen hatte, waren seine Staatsfinanzen zerrüttet, und Lissabon hatte seine Stellung als Handelsmetropole an Antwerpen, Amsterdam und London verloren. Aus Mangel an Gold ließ der neue portugiesische König Johann IV. (1640–1656) aus dem Haus Braganza ab 1643 den Cruzado de Prata, eine Silbermünze schlagen.
Auch deren Wert wurde stets per Gesetz festgelegt, zunächst auf 400 Réis, 1663 auf 500 und 1688 auf 480 Réis. Der Silber-Cruzado zu 500 Réis zur Zeit Alfons’ VI. wog 17,9 Gramm und hatte einen Durchmesser von 37 Millimetern. Auf der Vorderseite zeigte er das portugiesische Wappen und die Umschrift „ALPHONSVS VI.DG REX PORTVGALI“ („Alfons VI. durch Gottes Gnade König von Portugal“). Auf der Rückseite prangte erneut das Kreuz und die Umschrift „IN HOC SIGNO VINCES“. Im Jahr 1808 kam es unter dem damaligen Prinzregenten Johann zu einer Fehlprägung („VINECS“ statt „VINCES“). Aufgrund der der Einführung des metrischen Systems in Portugal wurde die Prägung des Cruzado nach 1835 eingestellt.